# Divné století
Divné století — студийный альбом чешского исполнителя Яромира Ногавицы, вышедший в 1996 году.

## Об альбоме
Divné století записан и сведён в студии MSN Recording в городе Яблонец-над-Нисой в сентябре-октябре 1996 г. Автором всех песен является Яромир Ногавица, кроме песни «Až to se mnu sekne», которую он написал совместно с Павлом Добешем.
Это первый альбом Ногавицы с богатыми аранжировками, в записи которого участвовало несколько приглашённых музыкантов, среди которых стоит особо отметить Вита Сазавского и Карела Плихала, выполнивших большую часть аранжировок на этом диске, а также отца Ногавицы, исполнившего соло на скрипке для песни «Těšínská». Кроме того, это первый альбом, в котором Ногавица играет на гармонике.
После выхода альбома Ногавица отправился в тур вместе с ансамблем Kapela, и в 1998 г. вышел следующий диск — Koncert, записанный на последних концертах тура. В дальнейшем из ансамбля Kapela сформировалась группа Neřež.
Изначально планировалось, что список композиций альбома будет длиннее, однако в окончательную версию не была включена песня «Ženy», которая в 1998 г. была издана на диске группы Neřež, а ещё позже она появилась в новой аранжировке на диске Babylon. Также в студии музыканты работали над ранее не издававшейся песней «Jdou po mně, jdou», однако опубликована она была только в живом исполнении на диске Koncert.
В 1996 г. в Брно чешское телевидение сняло фильм Divné století, в который вошли клипы на большинство песен альбома с вступительными комментариями Яромира Ногавицы к каждой песне. Клипы передают атмосферу кабачка начала 20-го века, в котором играют музыканты. В съемках приняли участие все музыканты, участвовавшие в записи диска, кроме Мирослава Сурки.
Divné století часто называют лучшим альбомом Ногавицы, как слушатели, так и музыкальные критики. Так, в опросе чешского музыкального издания Rock a pop, по мнению редакции, диск занял пятое место в списке «лучших альбомов 90-х годов», и второе место в аналогичном списке, составленном по отзывам читателей. Также в 1996 г. чешская Академия популярной музыки назвала его диском года.

## Список композиций
1. «Divocí koně» — 3:25
2. «Těšínská» — 3:04
3. «Stodoly» — 2:34
4. «Petěrburg» — 3:06
5. «Planu» — 3:40
6. «Sarajevo» — 2:42
7. «Novorozeně» — 2:30
8. «Danse macabre» — 3:38
9. «Zatanči» — 1:49
10. «Potulní kejklíři» — 4:03
11. «Starý muž» — 2:17
12. «Ještě mi scházíš» — 2:08
13. «Litanie u konce století» — 3:54
14. «Před dveřmi» — 3:39
15. «Podzemní prameny» — 2:12
16. «Až to se mnu sekne» — 3:20

## Участники записи
- Яромир Ногавица — вокал (1-16), акустическая гитара (2-4, 6, 9, 10, 12, 15), семиструнная акустическая гитара (1, 6, 11), гармонь (8, 16)
- Приглашенные музыканты:
  - Вит Сазавский — хор (1, 3, 4, 6, 13), скрипка (2), бубен (8), акустическая гитара (9), хлопки (9), колокола (13), аранжировка (1-3, 5-9, 12, 13, 16)
  - Карел Плихал — мандолина (4, 10), соло на акустической гитаре (4), акустические гитары (9), аранжировка (4, 10, 15)
  - Радек Пастрнак — электрогитара (11, 14), хор (11), аранжировка (11, 14)
  - Яна Фериова — хор (1, 6, 8, 13)
  - Петр Фройнд — клавишные (4, 10), хор (4)
  - Мирослав Клус — хор (4, 13)
  - Яромир Ногавица (старший) — соло на скрипке (2)
  - Милан Нытра — клавишные (11, 14), фисгармония (7)
  - Павел Планка — ударные (2, 8, 11, 14), конги (1), треугольник (2), марака (2), кашиши (5), бонго (6), бубен (9)
  - Павел Полашек — шалмей (2), гобой (6)
  - Ая Сукова — хор (1, 6, 8, 13)
  - Мирослав Сурка — труба (5)
  - Петр Вавржик — бас-гитара (2, 5, 11, 14)
  - Зденек Вржештял — хор (1, 3, 4, 6)

## Интересные факты
- В начале песни «Před dveřmi» при внимательном прослушивании можно услышать вздох, который намеренно был оставлен при сведении альбома. По словам продюсера альбома Зденека Вржештяла, это часть общей «сырой» концепции альбома.[3]